# Sceloporus ochoterenae
Sceloporus ochoterenae är en ödleart som beskrevs av  Smith 1934. Sceloporus ochoterenae ingår i släktet Sceloporus och familjen Phrynosomatidae. IUCN kategoriserar arten globalt som livskraftig. Inga underarter finns listade i Catalogue of Life.